# Olympic-Serie
Als Olympic-Serie wird eine Baureihe von Containerschiffen der Mediterranean Shipping Company (MSC) bezeichnet. Die sechs in Auftrag gegebenen Schiffe wurden 2014 und 2015 abgeliefert. Sie zählen zu den größten Containerschiffen weltweit.

## Geschichte

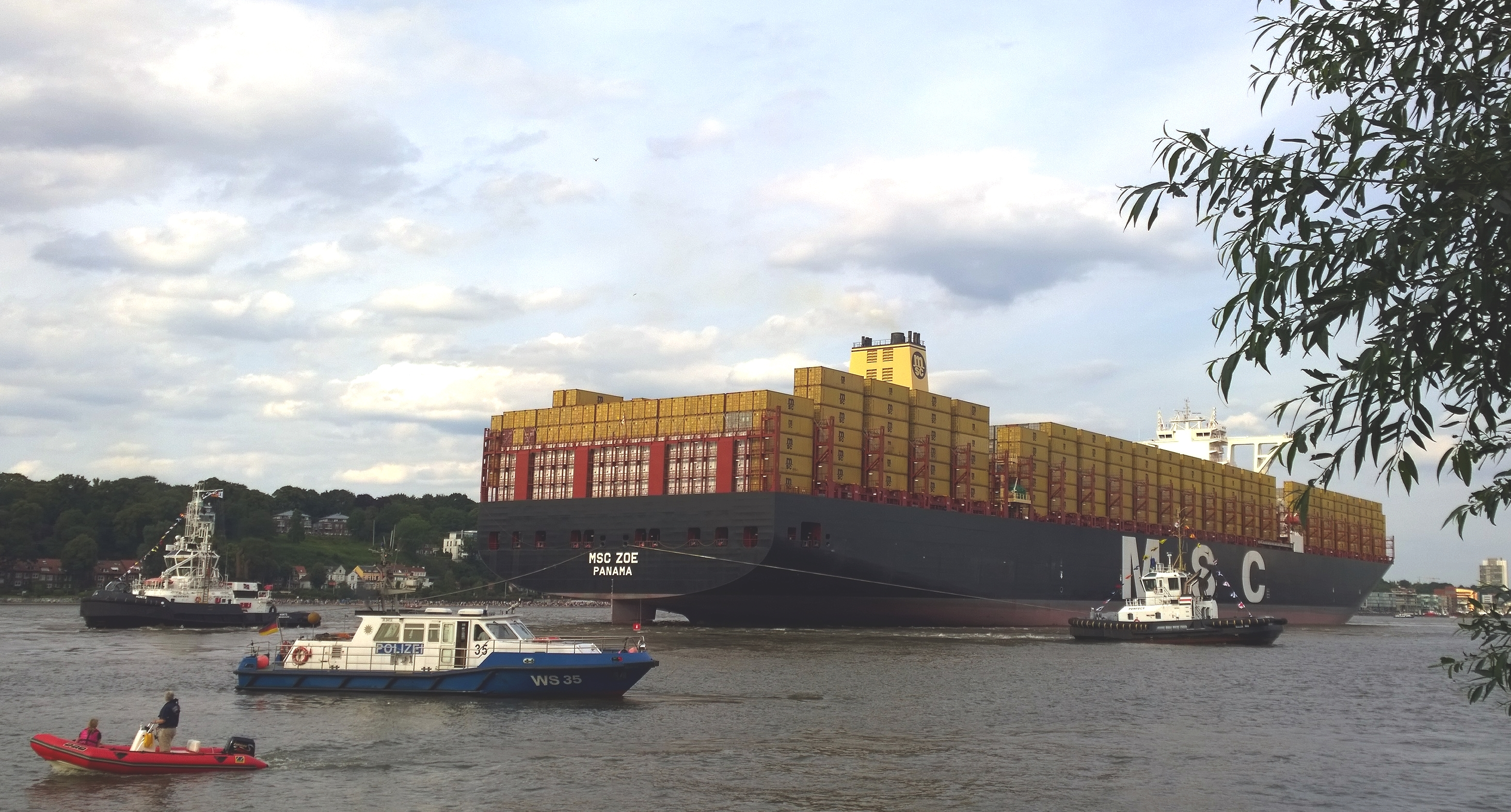
Die MSC Zoe vor Hamburg

Die Baureihe wurde im Juli 2013 von Hong Kong Asset Management in Auftrag gegeben; der Bauauftrag wurde später von China’s Bank of Communications Financial Leasing übernommen. Sie wurde 2014/2015 von der südkoreanischen Werft Daewoo Shipbuilding & Marine Engineering gebaut und sollte ursprünglich drei Einheiten umfassen.
Betreiber der Schiffe ist die in Genf ansässige Mediterranean Shipping Company (MSC). Die Schiffe werden im Liniendienst zwischen Europa und Ostasien eingesetzt. Zusätzlich bringt MSC einige weitere Schiffe mit jeweils rund 19.000 TEU Stellplatzkapazität in Fahrt.
Das erste Schiff der Baureihe wurde am 8. Januar 2015 auf den Namen MSC Oscar getauft. Es löste als größtes Containerschiff der Welt mit 19.224 TEU die CSCL Globe mit 19.100 TEU ab, die diesen Titel seit November 2014 innegehabt hatte.

### Vorfall mit verlorenen Containern derMSC Zoe
Anfang Januar 2019 verlor die MSC Zoe auf der Fahrt von Portugal nach Bremerhaven in der Nordsee während des Sturms Alfrida hunderte Container. Zunächst wurde von 291 Containern berichtet, von denen zwei oder drei Container Gefahrgut, Benzoylperoxid bzw. Lithiumakkus, enthielten. Am 6. Februar 2019 informierte MSC erneut über die Anzahl der verlorenen Container und erhöhte die Zahl von bisher 291 auf 345. Im gemeinsamen Untersuchungszwischenbericht vom Dezember 2019 der Bundesstelle für Seeunfalluntersuchung und des Dutch Safety Board ist von 342 Containern die Rede. Auch zahlreiche Container an Bord des Schiffes wurden beschädigt.
Nach dem Zwischenfall wurden große Mengen Treibgut an den Stränden der westfriesischen und der ostfriesischen Inseln angespült. Größere Mengen Treibgut fanden sich auch in den Netzen von Fischern. Die über Bord gegangenen und im Wasser treibenden bzw. versunkenen Container wurden von Spezialschiffen gesucht. Container sind ein gefährliches Kollisionsrisiko für Schiffe und Fischernetze. Ein Großteil der über Bord gegangenen Container bzw. ihr Inhalt konnte gefunden und geborgen werden, darunter auch mindestens einer der Gefahrgutcontainer. Im September 2019 wurde die Suche nach den verbleibenden Containern auf deutscher Seite eingestellt.
Der Gesamtverband der Deutschen Versicherungswirtschaft hält ein sogenanntes Aufschaukeln für die Unglücksursache. Die Bauweise großer Containerschiffe mit flachem Heck impliziert die Gefahr, dass unter dem Schiff durchrollende Brecher starke vertikale Beschleunigungskräfte verursachen. Dafür sind die Twistlocks, mit denen die aufeinandergestapelten Container untereinander befestigt sind, nicht ausgelegt; sie wirken gegen waagerechte Belastungen. Im Regelfall werden Laschstangen verwendet, um die einzelnen Containertürme zu sichern.
Im Jahr 2020 veröffentlichten die Bundesstelle für Seeunfalluntersuchung, der niederländische OVV und die Behörden des Flaggenstaates Panama einen gemeinsamen Untersuchungsbericht. Darin wird festgestellt, dass der Verlust von Containern durch starke, schnelle Rollbewegungen und Brechen der Ladungssicherungen sich über mehrere Stunden hinzog und durch den Seegang in den flachen Gewässern der Nordsee in Verbindung mit der für sehr große Containerschiffe (ULCCs) typischen hohen Stabilität verursacht wurde. Die Beladung des Schiffes und die Sicherung der Ladung entsprachen den internationalen Vorschriften; die Untersuchenden empfahlen, die Vorschriften so zu überarbeiten, dass sie den Anforderungen sehr großer Containerschiffe besser entsprechen.

## Technik
Die beim DNV klassifizierten Schiffe zählen zur Gruppe der ULCS-Containerschiffe. Sie haben vergleichbare Abmessungen wie die Einheiten der Triple-E-Klasse und des CSCL-Globe-Typs bei jeweils etwas größerer Anzahl an Container-Stellplätzen und höherer Tragfähigkeit.
Schiffbaulich auffallend ist das Deckshaus, das weiter vorn als bei der Mehrzahl der herkömmlichen Containerschiffe angeordnet ist, was einen verbesserten Sichtstrahl und somit eine höhere vordere Decksbeladung ermöglicht. Die Bunkertanks sind unterhalb des Aufbaus angeordnet; sie erfüllen die einschlägigen MARPOL-Vorschriften. Die Laderäume der Schiffe werden mit Pontonlukendeckeln verschlossen. Die maximale Containerkapazität wurde zunächst mit 18.400 TEU angegeben; die Einheiten wurden jedoch mit nominal 19.224 TEU gebaut. Bei voller Ausnutzung der Stellplatzkapazität könnte ein durchschnittliches Containergewicht von rund 10,2 Tonnen transportiert werden; beim für Vergleichszwecke üblicherweise angenommenen durchschnittlichen Containergewicht von 14 Tonnen verringert sich die Kapazität auf rund 14.000 Einheiten. Weiterhin sind 1800 Anschlüsse für Integral-Kühlcontainer vorhanden.
Ein Zweitakt-Dieselmotor dient als Antrieb der Schiffe, er wirkt auf einen Festpropeller. Die Schiffe sind mit zwei elektrisch angetriebenen Bugstrahlrudern ausgerüstet. Für die Stromversorgung an Bord stehen vier von MAN-Dieselmotoren angetriebene Generatoren zur Verfügung. Weiterhin wurde ein von einem MAN-Dieselmotor angetriebener Not- und Hafengenerator verbaut.

## Die Schiffe
| Olympic-Serie                | Olympic-Serie | Olympic-Serie | Olympic-Serie                                       | Olympic-Serie                                                         | Olympic-Serie              |
| Bauname                      | Baunummer     | IMO-Nummer    | Kiellegung Stapellauf Ablieferung                   | Auftraggeber                                                          | Umbenennungen und Verbleib |
| ---------------------------- | ------------- | ------------- | --------------------------------------------------- | --------------------------------------------------------------------- | -------------------------- |
| MSC Oscar                    | 4277          | 9703291       | 15. Juli 2014 23. Dezember 2014 29. Dezember 2014   | Xiangtian International Ship Lease Company, Hongkong MSC              | in Fahrt                   |
| MSC Oliver                   | 4278          | 9703306       | 13. Oktober 2014 10. Januar 2015 30. März 2015      | Xianghai International Ship Lease Company, Hongkong MSC               | in Fahrt                   |
| MSC Zoe                      | 4279          | 9703318       | 26. Dezember 2014 11. April 2015 24. Juni 2015      | Bank of Communications/Hanyuen, Shanghai MSC                          | in Fahrt                   |
| MSC Maya                     | 4280          | 9708679       | 30. Dezember 2014 23. Mai 2015 19. August 2015      | Ocean Genius Shipping MSC                                             | in Fahrt                   |
| MSC Sveva                    | 4281          | 9708681       | 30. Dezember 2014 15. August 2015 22. Oktober 2015  | Minsheng Financial Leasing Company, Peking Ocean Honor Shipping, Genf | in Fahrt                   |
| MSC Clara                    | 4282          | 9708693       | 30. Dezember 2014 21. August 2015 12. November 2015 | Ocean Triumph Shipping, Hongkong MSC                                  | in Fahrt                   |
| Daten: Equasis, grosstonnage |               |               |                                                     |                                                                       |                            |